# Ventura Rodríguez

Ventura Rodríguez – Altersporträt von Francisco de Goya (1784); Schwedisches Nationalmuseum, Stockholm

Buenaventura Rodríguez Tizón, bekannt geworden als Ventura Rodríguez (* 14. Juli 1717 in Ciempozuelos, Madrid; † 26. September 1785 in Madrid), war einer der wichtigsten spanischen Architekten in der Zeit des Spätbarock und der Phase des Übergangs zum Klassizismus in der zweiten Hälfte des 18. Jahrhunderts.

## Biografie
Ventura Rodríguez war der Sohn des Architekturprofessors Antonio Rodríguez und seiner Ehefrau Jerónima Tizón aus Ciempozuelos bei Madrid. Schon früh fiel sein Talent als Technischer Zeichner auf und auf Vermittlung des seit 1735 am spanischen Hof wirkenden italienischen Architekten Filippo Juvara erhielt er eine Anstellung in diesem Metier. Im Jahr 1741 wurde er als zweiter Polier beim Neubau des Palacio Real in Madrid eingesetzt. Bei einem Italienaufenthalt Mitte der 1740er Jahre studierte er die Architektur Gian Lorenzo Berninis und Francesco Borrominis; im Jahr 1747 wurde er zum Ehrenmitglied der Accademia di San Luca in Rom ernannt. Sieben Jahre später (1752) ernannte ihn der spanische König Ferdinand VI. zum Direktor der neugegründeten Real Academia de Bellas Artes de San Fernando.
Mit dem Regierungsantritt des neuen Königs Karl III. im Jahr 1759 verlor er sein Amt als Hofbaumeister, so dass er keine Großaufträge seitens des Hofes mehr erhielt – er musste sich folglich mit kleineren Aufträgen über Wasser halten. Sein öffentliches Ansehen litt darunter kaum, denn im Jahr 1764 wurde er zum Stadtbaumeister von Madrid ernannt; weitere zwei Jahre später (1766) beauftragte ihn der Rat von Kastilien (Consejo de Castilla) mit der Begutachtung aller eingereichten Entwürfe und Kostenberechnungen für Neubauten oder Reparaturarbeiten an öffentlichen Baumaßnahmen. Vom Bruder des früheren Königs Ferdinand VI., Luis de Borbón y Farnesio, bekam er den Auftrag zur Errichtung zweier kleinerer Palastbauten.
Ventura Rodríguez starb im Jahr 1785. Er und sein Mitstreiter Juan de Villanueva fanden ihre letzte Ruhestätte in der Basilika San Francisco el Grande in Madrid.

## Werke

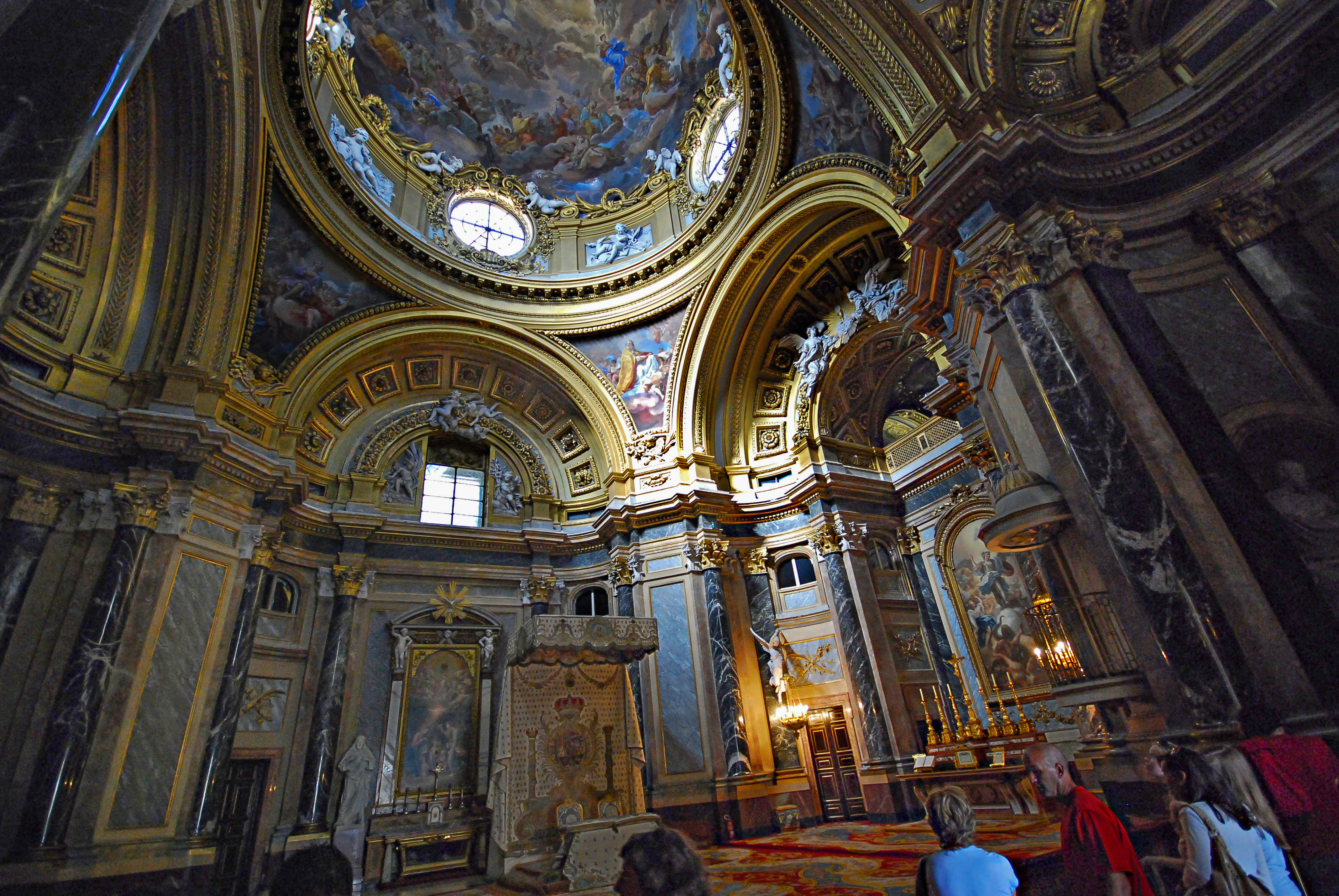
Schlosskapelle des Palacio Real, Madrid

Bei vielen der ihm zugeschriebenen Werke ist unklar, ob Ventura Rodríguez nur die Pläne und Bauzeichnungen entwarf oder ob er die komplette Bauleitung übernahm bzw. beaufsichtigte.
Hauptwerke
- Schlosskapelle des Königlichen Palastes, Madrid (1749–1759)
- Pfarrkirche San Marcos, Madrid (1749–1753)
- Basílica del Pilar, Saragossa (1750–?)
- Transparente in der Kathedrale von Cuenca (um 1755)
- Real Monasterio de la Encarnación, Madrid (1755–1767)
- Convento de los Agustinos Filipinos, Valladolid (1759/60)

Nebenwerke

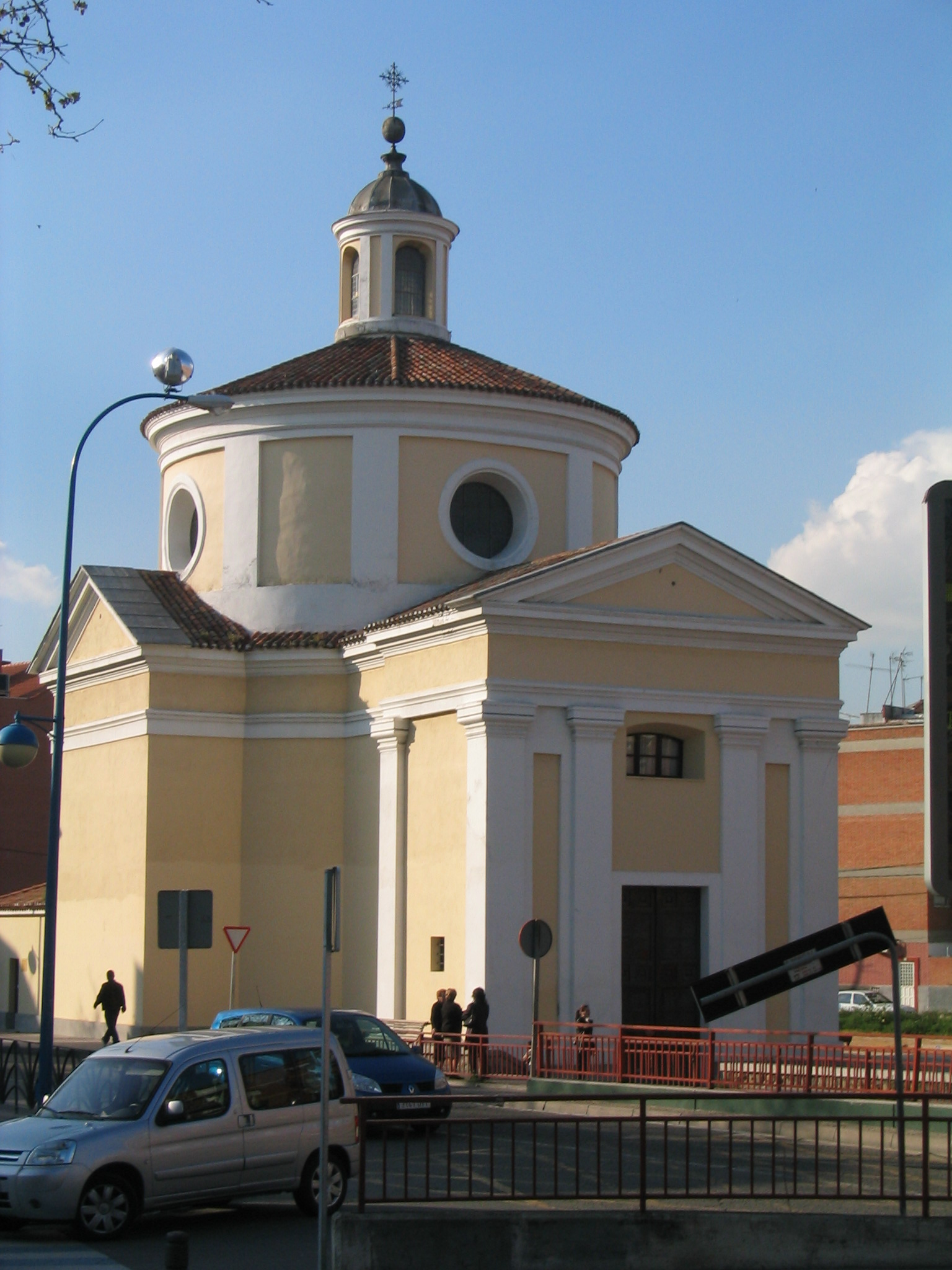
Ermita de San Nicasio, Leganés (Provinz Madrid)

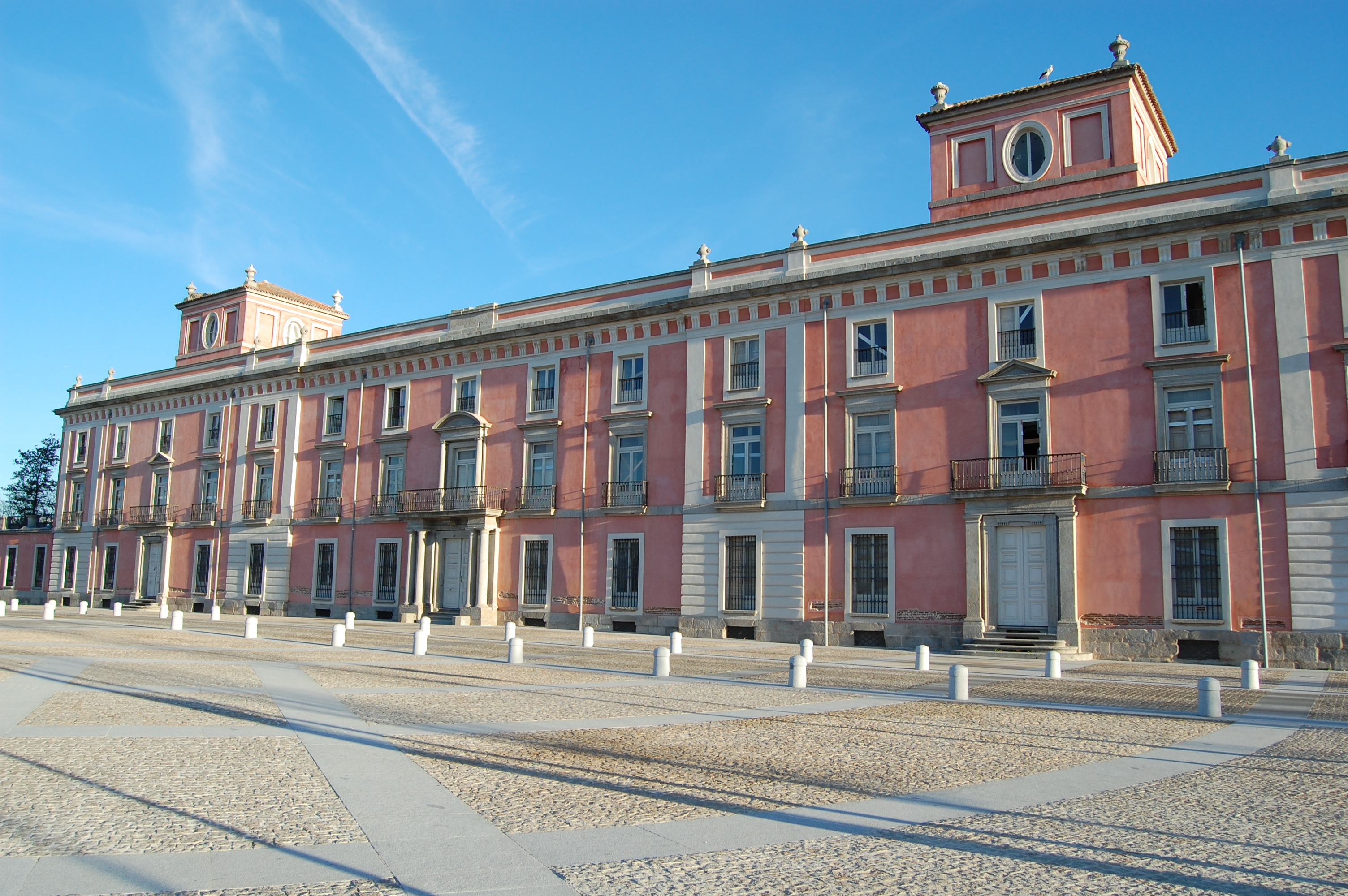
Palacio del Infante don Luis, Boadilla del Monte (Provinz Madrid)

- Real Colegio de Cirugía, Barcelona (1761–1764)
- Sagrario der Kathedrale von Jaén (1761–1764)
- Palacio del Infante don Luis, Boadilla del Monte (1761–1765)
- Casa consistorial, Haro (1769)
- Bibliothek und Glasmanufaktur, La Granja de San Ildefonso (1767–1769)
- Colegiata de San Isidro, Madrid (1767–1769)
- Palacio de Liria, Madrid (um 1770)
- Palacio de Altamira, Madrid (1773–1775)
- Palacio de la Mosquera, Arenas de San Pedro (um 1775/6)
- Klosterkirche von Santo Domingo de Silos (um 1780)
- Fassade der Kathedrale von Pamplona (1783)
- Ermita de San Nicasio, Leganés (1772–1785)
- Balneario de Las Caldas, Oviedo (1773–1776)
- Sanatorium, Trillo (1775)
- Gefängnis, Brihuega (1776)
- Kirche Nuestra Señora de la Asunción, Larrabezúa (1777–1784)

Zerstörte Bauten etc.
- Prämonstratenserkirche San Norberto, Madrid (um 1754; zerstört um 1810)
- Puerta de Atocha, Madrid (zerstört 1851)

Innenausbauten
- Colegiata de San Isidro, Madrid (1767–1769)
- Altarretabel (retablo mayor) der Kathedrale von Zamora (1765–1776)

Sonstiges
- Puerta de Alcalá, Madrid (1764)
- Aquädukt von Noáin, Navarra
- Fuente de Cibeles, Madrid
- Fuente de Ventura Rodríguez, Boadilla del Monte
- Fuente de las Conchas, Boadilla del Monte

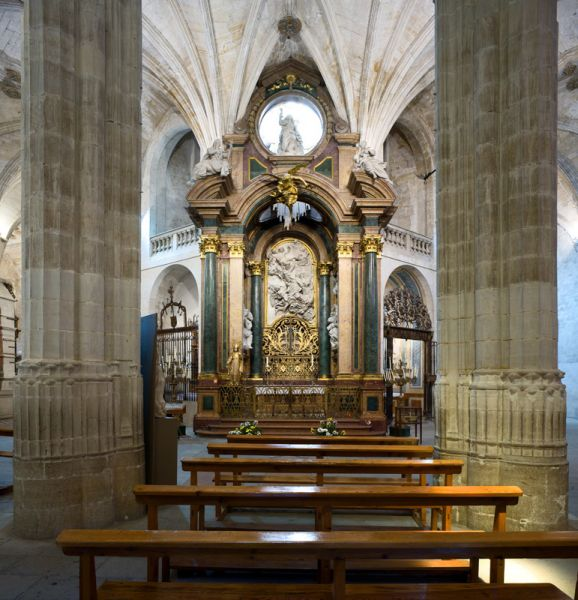
Transparente, Cuenca
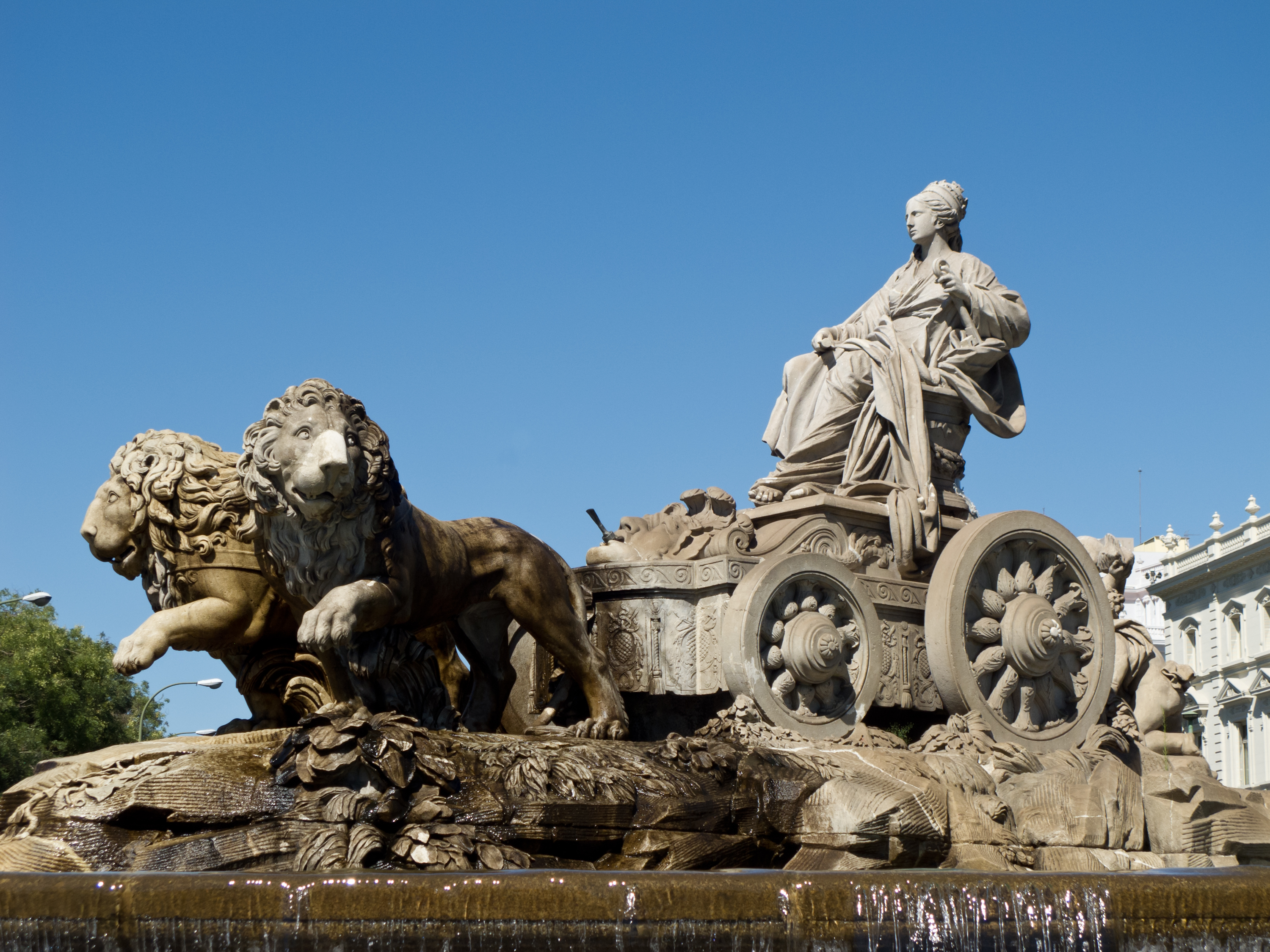
Cybeles-Brunnen, Madrid
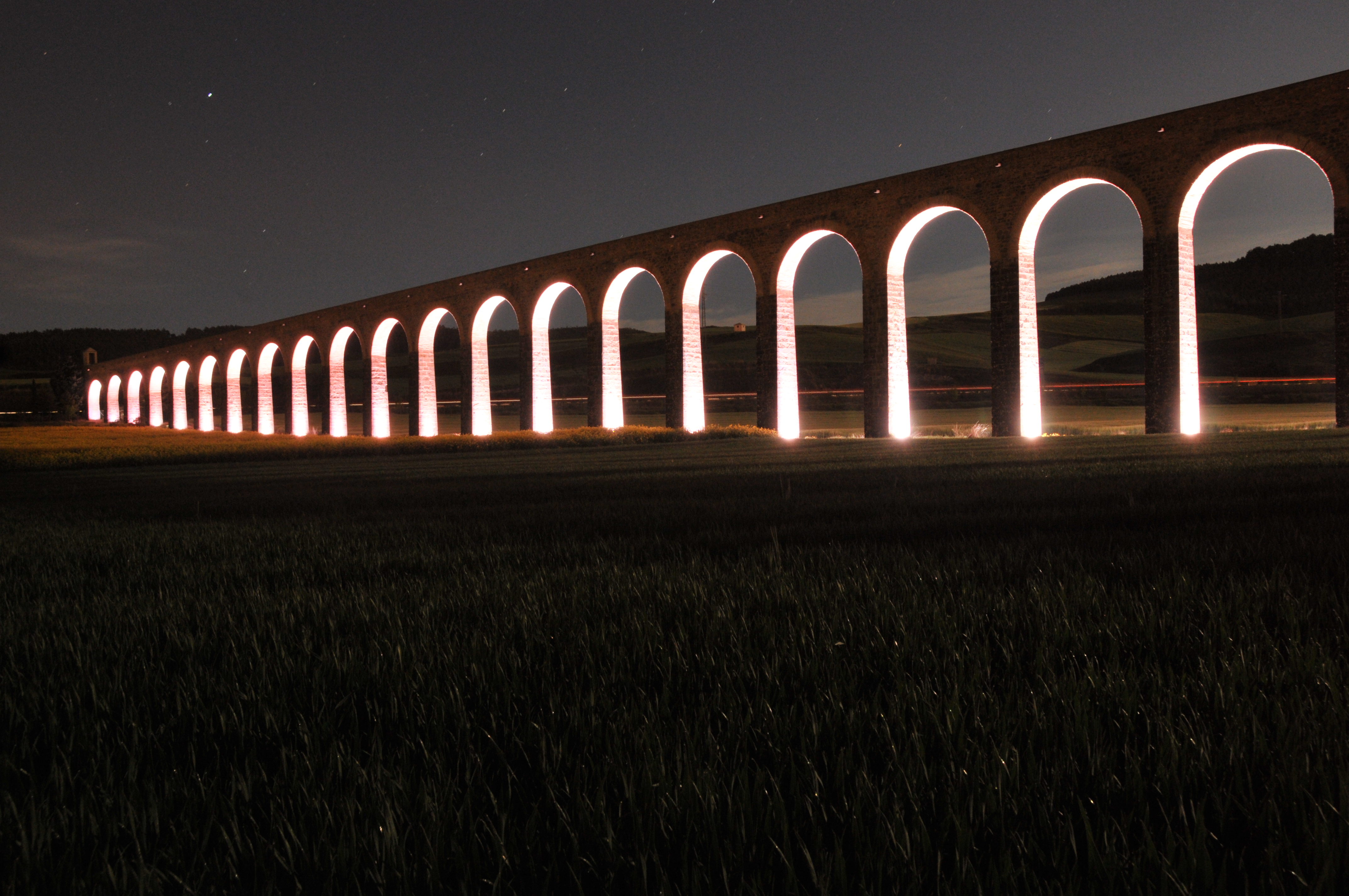
Aquädukt von Noáin
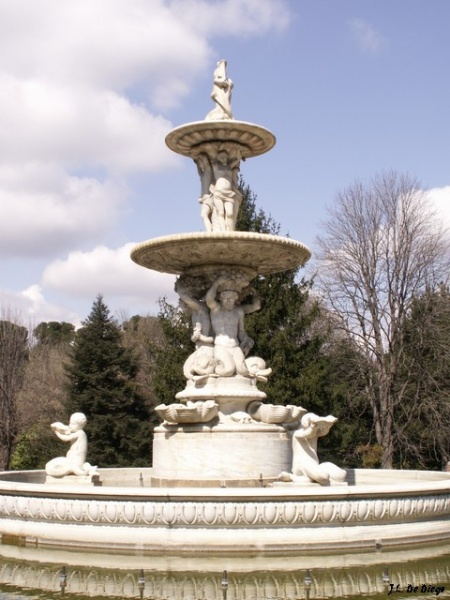
Conchas-Brunnen, Boadilla del Monte

## Anmerkung
1. ↑  auch der 26. August 1785 wird in der Literatur genannt

| Personendaten    | Personendaten                 |
| ---------------- | ----------------------------- |
| NAME             | Rodríguez, Ventura            |
| ALTERNATIVNAMEN  | Rodríguez Tizón, Buenaventura |
| KURZBESCHREIBUNG | spanischer Architekt          |
| GEBURTSDATUM     | 14. Juli 1717                 |
| GEBURTSORT       | Ciempozuelos                  |
| STERBEDATUM      | 26. September 1785            |
| STERBEORT        | Madrid                        |